# Сенсор зображення

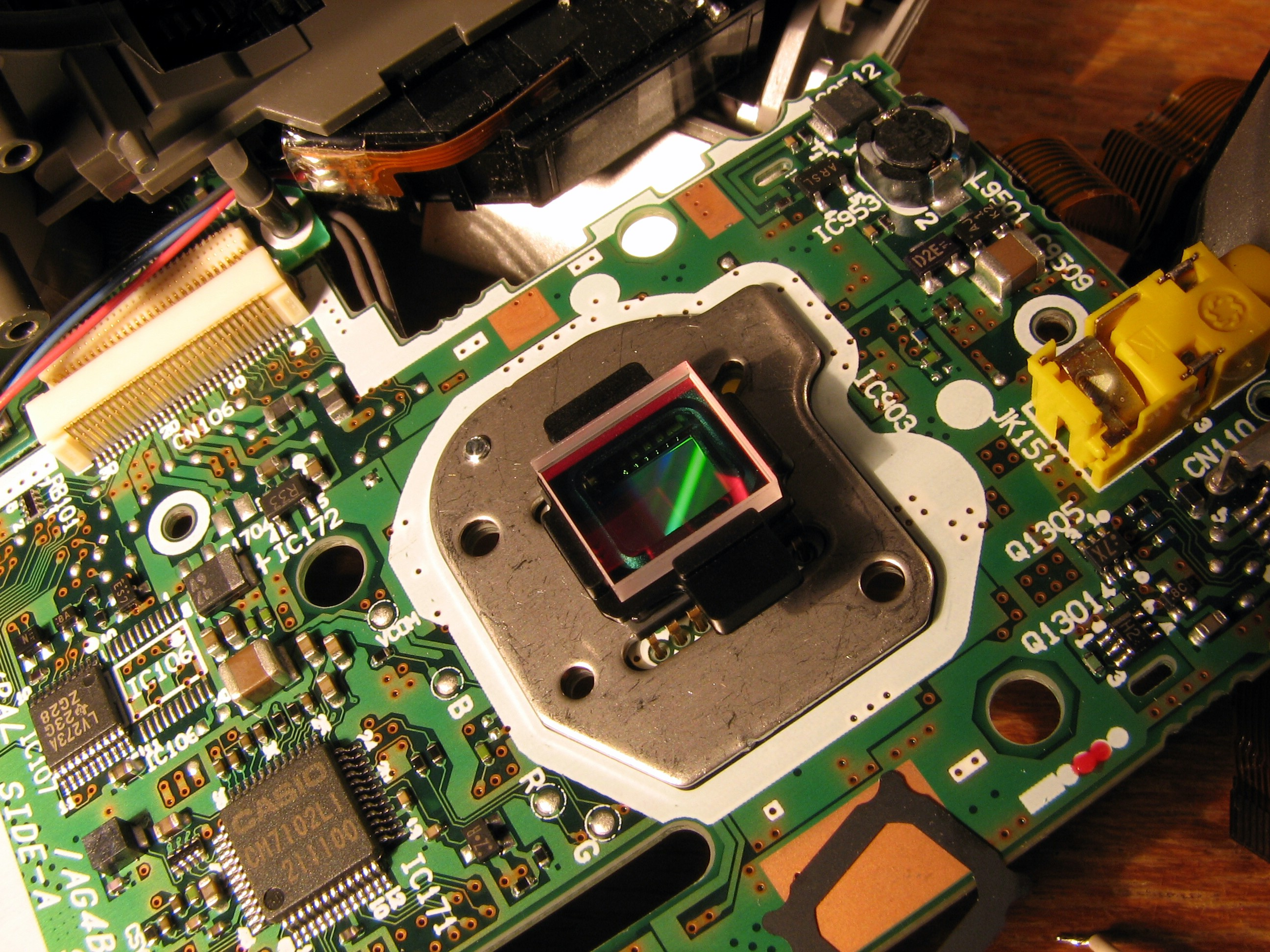
Матриця на друкованій платі цифрового фотоапарата

Сенсор зображення, світлочутлива матриця, або фотоматриця — спеціалізована аналогова або цифро-аналогова інтегральна мікросхема, що складається зі світлочутливих елементів — фотодіодів .
- Призначений для перетворення спроєктованого на нього оптичного зображення в аналоговий електричний сигнал або в потік цифрових даних (при наявності АЦП безпосередньо в складі сенсору).
- Є основним елементом цифрових фотоапаратів, сучасних відео- та телевізійних камер, фотоапаратів, убудованих у мобільний телефон, камер систем відеоспостереження та багатьох інших пристроїв.
- Застосовується в оптичних детекторах переміщення комп'ютерних мишей, сканерах штрих-кодів, планшетних і проєкційних сканерах, системах астро- і сонячної навігації.

## Принцип дії одного пікселя матриці
Архітектура пікселів у виробників різна. Наприклад, тут наводиться архітектура ПЗЗ-пікселя.

### Приклад субпікселя ПЗЗ-матриці з кишенею n-типу

Схема субпікселів ПЗЗ-матриці з кишенею n-типу (на прикладі червоного фотодетектора)

Позначення на схемі субпікселя ПЗЗ-матриці - матриці з кишенею n-типу:

1 — фотони світла, що пройшли через об'єктив фотоапарата;

2 — мікролінза субпікселя;

3 — R — червоний світлофільтр субпікселя, фрагмент фільтра Баєра;

4 — прозорий електрод з полікристалічного кремнію або сплаву індію та оксиду олова;

5 — оксид кремнію;

6 — кремнієвий канал n-типу: зона генерації носіїв — зона внутрішнього фотоефекту;

7 — зона потенціальної ями (кишеня n-типу), де збираються електрони із зони генерації носіїв заряду;

8 — кремнієва підкладка p-типу.

## Характеристики матриць
Світлочутливість, відношення сигнал/шум і фізичний розмір пікселя взаємопов'язані для матриць, створених за однією і тією самою технологією. Чим більший фізичний розмір пікселя, тим більше співвідношення сигнал/шум при заданій чутливості, або тим вище чутливість при заданому співвідношенні сигнал/шум. Фізичний розмір матриці і її розділення визначають розмір пікселя.

### Типи матриць
Більшість цифрових камер використовують або ПЗЗ (англ. CCD) сенсори зображення або К-МОН (англ. CMOS) сенсор. Обидва типи сенсорів виконують однакову задачу поглинання світла і перетворення його в електричні сигнали.
Кожна комірка сенсору зображення ПЗЗ являє собою аналоговий пристрій. Коли світло потрапляє на чип воно призводить до появи невеликого електричного заряду на кожному фотодатчику. Ці заряди перетворюються в напругу для кожного пікселя в конкретний момент часу, коли відбувається зчитування сигналу з чипу. Такі пристрої збирають все зображення у аналоговому вигляді, а вже потім додаткова логічна схема в камері перетворює ці значення напруги в цифрове зображення. Вважається, що такі матриці відрізняються високою якістю зображення, тому стали популярними в галузі медицини, промисловості, науки, там де якість зображення є критично важливою.
Сенсор зображення К-МОН є одним із представників типу активно-піксельних датчиків розроблений на основі напівпровідникового процесу КМОН. Додаткова схема кожного фотодатчика перетворює світлову енергію в напругу, кожен піксель оцифровується окремо — до кожного пікселя був доданий транзисторний підсилювач для перетворення заряду в напругу прямо для кожного пікселя.
Це дозволило знімати відео, тому більшість сучасних цифрових фотоапаратів в більшості використовують саме ці матриці. Такі матриці з моменту появи були відносно дешевшими і менш енергозатратними, однак поступалися ПЗЗ сенсорам за якістю зображення.